# Estádio da Luz
Estádio da Luz (hrv: Stadion svjetla), punim imenom Estádio do Sport Lisboa e Benfica, je nogometni stadion na kojem igra portugalski klub Benfica. Stadion je od Benficinih navijača dobio nadimak A Catedral. Izgrađen je 2003. za potrebe Europskog nogometnog prvenstva u Portugalo 2004. Ime je dobio po zaštitnici grada Lisabona Gospi od svjetla (por: Nossa Senhora da Luz). Novi Luz nasljedio je onaj stari koji je bio izgrađen 1954. te je bio jednim od najvećih stadiona na svijetu s kapacitetom od 120.000 gledatelja. Koncern Populous je taj broj praktički prepolovio radi konstrukcije stadiona i radi boljeg ulaska svjetlosti kroz krov. Otvoren je u listopadu 2003. u utakmici između Benfice i urugvajskog Nacionala iz Montevidea. benfica je pobijedila rezultatom 2:1, a oba pogotka postigao je Nuno Gomes. Na njemu je igrano finale EURA u kojem je Grčka iznenađujuće svladala domaćina, Portugal.

## Galerija
- Slavlje na Luzu nakon osvojenog naslova 2005.
- No Name Boys
- Luz iz zraka
- Luz prije finala EURA 2004.
- Orao, znak kluba, ispred ulaza na stadion
- Kip Eusebia ispred stadiona
- Panoramski pogled
- Još jedna slika stadiona

## Vanjske poveznice
- Službene stranice  Arhivirana inačica izvorne stranice od 27. srpnja 2012. (Wayback Machine)
- Estádio da Luz at Stadiumguide.com

| Prethodnik:     | Domaćin finala UEFA Lige prvaka 2014. | Nasljednik:                  |
| Wembley Stadium | Domaćin finala UEFA Lige prvaka 2014. | Olimpijski stadion u Berlinu |

| Prethodnik:           | Domaćin finala UEFA Lige prvaka 2020. | Nasljednik:       |
| Stadion Metropolitano | Domaćin finala UEFA Lige prvaka 2020. | Estádio do Dragão |